# Platycheirus cintoensis
Platycheirus cintoensis is een vliegensoort uit de familie van de zweefvliegen (Syrphidae). De wetenschappelijke naam van de soort is voor het eerst geldig gepubliceerd in 1961 door Volkert van der Goot.